# Штайнебах (Зиг)
Штайнебах (нем. Steinebach/Sieg) — община в Германии, в земле Рейнланд-Пфальц.
Входит в состав района Альтенкирхен-Вестервальд. Подчиняется управлению Гебхардсхайн. Население составляет 1268 человек (на 31 декабря 2010 года). Занимает площадь 4,55 км².